# Leonhard von Beauvryé
Leonhard von Beauvryé, in manchen Publikationen erscheint er als Bernhard von Beauvryé, (* 13. August 1690; † 13. August 1750 in Berlin) war ein preußischer Generalmajor hugenottischer Abstammung. 1735–1737 Erbauer und Namensgeber des 1945 zerstörten gleichnamigen Palais Beauvryé am Pariser Platz Nr. 5 in Berlin-Mitte, in dem sich seit 1835 die französische Botschaft befunden hat.

## Leben
Beauvryé kam 1715 als Mineurkapitän aus holländischen Diensten in die preußische Armee. Sein erster Einsatz war bei der Belagerung von Stralsund. 1724 bekam er seine eigene Kompanie und wurde Major. Er machte schnell in der preußischen Armee Karriere als Artillerieoffizier und Feuerwerker und stieg bis zum Generalmajor auf. Friedrich Wilhelm I., der „Soldatenkönig“, schenkte ihm 1735 das Grundstück am Pariser Platz, 1736 wurde Beauvryé in den Reichsadelsstand erhoben. Am 13. Oktober 1740 wurde er zum Oberst befördert. Im gleichen Jahr erhielt er von Friedrich II. den Orden Pour le Mérite. Ebenfalls 1740 kaufte er von Gottlob Heinrich von Kracht die Rittergüter Klinge und Gosda (östlich von Cottbus in der Niederlausitz gelegen) für 27.000 Taler und 500 Taler Schlüsselgeld. Am 26. Dezember 1746 wurde er zum Generalmajor befördert.
Am 3. Mai 1747 wurde er zum Amtshauptmann von Aken, Calbe und Gottesgnaden ernannt.
Er war in den Schlachten zwischen 1741 und 1745 als Oberst der Artillerie sehr erfolgreich und wurde in der Schlacht von Soor durch Streifschüsse verletzt.
Er starb an seinem Geburtstag 1750 und wurde in der Berliner Garnisonkirche beigesetzt.

## Familie, Nachkommen, Schrader von Beauvryé
Beauvryé war mit Johanna Henriette (1699–1780), einer Tochter des Generals Christian Nicolaus von Linger (1669–1755), verheiratet und hinterließ vier Söhne und zwei Töchter. Sein Sohn Christian Gottlieb Ehrenreich von Beauvryé (* 1727) wurde preußischer Kammergerichtsrat; sein Sohn Christian wurde 1758 mit dem Orden Pour le Mérite ausgezeichnet.
Noch 1806 diente ein Stabskapitän von Beauvryé in der preußischen Armee. 1834 war das Geschlecht erloschen. Ein vom letzten männlichen Nachkommen der Familie adoptierter Schwiegersohn, der Rittmeister (später Major) im 8. Kürassier-Regiment Johann Wilhelm Christian Schrader, wurde am 24. Januar 1837 in den preußischen Adelsstand erhoben und führte den Familiennamen als „Schrader von Beauvryé“ fort. Sein Sohn Albin wurde 1821 in Langensalza geboren und war Offizier im Inf.-Rgt. Louis Ferdinand in Halberstadt, sowie der letzte bekannte männliche Nachkomme der Familie. Johann Schrader stammte aus Wolmirstedt und war ein Großonkel des Orientalisten und Journalisten Dr. Friedrich Schrader (1865–1922, lebte in Konstantinopel).